# Королюк, Анна Лукьяновна
Анна Лукьяновна Королюк (14 мая 1937, Запорожец, Днепропетровская область — 21 марта 2014, Днепропетровск) — советский передовик производства в сельском хозяйстве, доярка  совхоза «Научный» Днепропетровской области Украинской ССР. Герой Социалистического Труда (1982).

## Биография
Родилась 14 мая 1937 года в селе Запорожец Херсонской области Украинской ССР в крестьянской семье.
В 1953 году после окончания семи классов сельской школы, начала свою трудовую деятельность дояркой опытного семеноводческого совхоза «Научный» в посёлке Таромский Днепропетровского района Днепропетровской области.
Без отрыва от основной работы обучалась в вечерней школе Днепропетровского района, после окончания которой получила среднее образование.
Являлась новатором, передовиком и многочисленным победителем социалистических соревнований семеноводческого совхоза «Научный», постоянно перевыполняла государственный план и выполняла социалистические обязательства взятые на себя.
6 сентября 1973 года «за отличие в труде и за высокие показатели» Указом Президиума Верховного Совета СССР Анна Лукьяновна Королюк была награждена Орденом Трудового Красного Знамени.
24 декабря 1976 года «за выдающиеся трудовые показатели» Указом Президиума Верховного Совета СССР была награждена Орденом Ленина.
В 1981 году было присвоено звание мастера животноводства 1-го класса. Неоднократно побеждала в Днепропетровском районом и Днепропетровском областном социалистическом соревновании доярок. Была постоянным участником Выставки достижений народного хозяйства СССР в Москве, за свои достижения была награждена золотой медалью ВДНХ, серебряной и двумя бронзовыми медалями ВДНХ.
4 марта 1982 года Указом Президиума Верховного Совета СССР «за достижение высоких результатов и трудовой героизм, проявленный в выполнении планов и социалистических обязательств по увеличению производства и продажи государству сельскохозяйственных продуктов в 1981 году» Анна Лукьяновна Королюк была удостоена звания Героя Социалистического Труда с вручением Ордена Ленина и золотой медали «Серп и Молот».
Продолжала работать на молочной ферме семеноводческого совхоза «Научный» до выхода на пенсию в 1997 году.
После выхода на пенсию жила в городе Днепропетровск.
Умерла 21 марта 2014 года.

## Награды
- Медаль «Серп и Молот» (4.03.1982);
- Два Ордена Ленина (24.12.1976, 4.03.1982);
- Орден Трудового Красного Знамени (6.09.1973);
- Юбилейная медаль «20 лет независимости Украины» (19 августа 2011 года) — за значительный личный вклад в социально-экономическое, научно-техническое и культурно-образовательное развитие Украинского государства, весомые трудовые достижения и многолетний добросовестный труд[3];
- Золотая медаль ВДНХ, серебряная и две бронзовые медали ВДНХ.